# Stenomacrus caudatus
Stenomacrus caudatus là một loài tò vò trong họ Ichneumonidae.